# Турски птичи език
Турски птичи език (на турски: kuş dili) е версия на език с подсвиркване на турския, комуникация чрез свирене. Първоначално използван от турските фермери за комуникация на големи разстояния сега са останали приблизително около 10 000 практикуващи, съществува риск от изчезване тъй като мобилните телефони го заменят. Езикът се асоциира с Kuşköy, село в северните понтийски планини на Турция, което ежегодно е домакин на „Bird Language, Culture and Art Festival“ от 1997 г. ЮНЕСКО включи птичия език в своя списък за нематериално културно наследство за 2017 г. Предварително проучване, проведено в Kuşköy, заключава, че езиците с подсвиркване се обработват в двете полукълба на мозъка, съчетавайки нормалната обработка на езика на мозъка в едното полукълбо и музиката в другото. Други държави с езици с подсвиркване включват Канарските острови, Гърция, Мексико и Мозамбик.